# Regna socken
Regna socken i Östergötland och Närke ingick i Finspånga läns härad (före 1878 även en del i Sköllersta härad), ingår sedan 1971 i Finspångs kommun och motsvarar från 2016 Regna distrikt.
Socknens areal är 200,38 kvadratkilometer, varav 179,35 land. År 2000 fanns här 615 invånare. Tätorten Igelfors samt kyrkbyn Regna med sockenkyrkan Regna kyrka ligger i denna socken.

## Administrativ historik
Regna socken har medeltida ursprung. 
1 maj 1877 överfördes jordebokstillhörigheten av ett område (Regna skate) till Regna socken från Bo socken i Sköllersta härad, Örebro län som redan tidigare hört till kyrkosocknen Regna, och där länstillhörigheten ändrades först 1 januari 1878. Regna (eller Svennevads) skate bestod av gårdarna Tyrisfall, Anderstorp, Djurslanda, Mörtsjö, Malma och Botten
Vid kommunreformen 1862 övergick socknens ansvar för de kyrkliga frågorna till Regna församling och för de borgerliga frågorna till Regna landskommun. Landskommunen inkorporerades 1952 i Hävla landskommun och ingår sedan 1971 i Finspångs kommun. Församlingen uppgick 2013 i Finspångs församling.
1 januari 2016 inrättades distriktet Regna, med samma omfattning som församlingen hade 1999/2000.
Socknen har tillhört samma fögderier och domsagor som Finspånga läns härad. De indelta soldaterna tillhörde  Första livgrenadjärregementet, Östanstångs kompani, Andra livgrenadjärregementet, Livkompaniet, Närkes regemente, Kumla kompani och Livregementets husarer, Östra Nerikes Sqvadron, Östra Nerikes kompani.

## Geografi
Regna socken ligger kring sjöarna Regnaren i öster och Avern i väster. Socknen är en småkuperad skogsbygd.
Socknens nordvästra del tillhör landskapet Närke. Inom Närke ligger sålunda Tyresfalls gård invid sjön Ålsjön (54 m ö.h.). Landskapsgränsen går genom sjön så att sjöns västra del med Bastön ligger i Närke medan sjöns östra del med Storön och Ålsjöholm ligger i Östergötland. 

### Geografiska avgränsningar[7]
Landskapsgränsen avviker från länsgränsen mot Örebro län från sjön Avern (65 m ö.h.) och går österut strax söder om torpet Averviken. Lindenäs ö ligger i Östergötland. Gårdarna Röhällen, Ängfallet, Mosstugan samt Gällsjötorp ligger i Närke.
Sedan landskapsgränsen passerat Ålsjön följer den Ålsjöbäcken norrut och uppströms och går genom mossen Svarttorpesjön och sammanfaller åter med länsgränsen väster om berget Branden och söder om gården Torsbro (i Askers socken).
Inom Närke-delen av socknen, som är cirka 50 km² stor,  ligger i övrigt bland annat sjöarna Holmsjön, Djupsjön, Vreden, Storsjön (71 m ö.h.), Hinnern samt Kvarnsjön, den sistnämnda i sydost väster om Tyresfall. Området är skogigt och bergigt och avgränsas i väster av Bo socken i Hallsbergs kommun och i norr av Askers socken i Örebro kommun.
Den största delen av Regna socken ligger i Östergötland. I väster avgränsas socknens Östergötlandsdel, söder om Närkesdelen, av sjön Avern och av Bo socken (se ovan). Här ligger byn Östra Kattala (Västra Kattala ligger i Bo). I området ligger, förutom byarna Gåsenäs och Börstorp, även Regna kyrkby med Regna kyrka.
Regnaholms herrgård ligger på en udde i sjön Regnaren öster om kyrkbyn.
I den norra Östergötlandsdelen ligger Ingestorp norr om Ålsjön. I norr avgränsas detta område av Västra Vingåkers socken i Vingåkers kommun, Södermanlands län. I nordost ligger Skedevi socken och i sydost avgränsas församlingen av Risinge socken. I sydväst ligger Hällestads socken.
Igelfors ligger i församlingens södra del. Igelforsån mynnar i Björkesjön (49 m ö.h.).

## Fornlämningar
Kända från socknen är gravar och stensättningar från järnåldern.

## Namnet
Namnet (1332 Regna) kommer från prästgården som i sin tur fått sitt namn från sjön Regnaren, vars namn anses innehålla regin, 'härskande makter, gudar'.

### Fotnoter
1. 1 2  Svensk Uppslagsbok andra upplagan 1947–1955: Regna socken
2. 1 2  Harlén, Hans; Harlén Eivy (2003). Sverige från A till Ö: geografisk-historisk uppslagsbok. Stockholm: Kommentus. Libris 9337075. ISBN 91-7345-139-8
3. ↑  ”Församlingar”. Statistiska centralbyrån. https://www.scb.se/hitta-statistik/regional-statistik-och-kartor/regionala-indelningar/forsamlingar/. Läst 30 december 2022.
4. ↑  Administrativ historik för Regna socken (Klicka på församlingsposten). Källa: Nationella arkivdatabasen, Riksarkivet.
5. 1 2  Sjögren, Otto (1931). Sverige geografisk beskrivning del 2 Östergötlands, Jönköpings, Kronobergs, Kalmar och Gotlands län. Stockholm: Wahlström & Widstrand. Libris 9939
6. 1 2  Nationalencyklopedin
7. ↑  Terrängkartan (Gröna kartan)
8. ↑  Fornlämningar, Statens historiska museum: Regna socken
9. ↑  Fornminnesregistret, Riksantikvarieämbetet: Regna socken Fornminnen i socknen erhålls på kartan genom att skriva in sockennamn (utan "socken") i "Ange geografiskt område"
10. ↑  Mats Wahlberg, red (2003). Svenskt ortnamnslexikon. Uppsala: Institutet för språk och folkminnen. Libris 8998039. ISBN 91-7229-020-X. https://isof.diva-portal.org/smash/get/diva2:1175717/FULLTEXT02.pdf